# ایان وستلیک
ایان وستلیک (انگلیسی: Ian Westlake؛ زادهٔ ۱۰ نوامبر ۱۹۸۳) یک بازیکن فوتبال است.